# José de la Cruz Benítez
José de la Cruz Benítez Santa Cruz (Asunción, 3 de mayo de 1952), conocido también por su apodo «Chiquito», es un exfutbolista paraguayo. Jugaba en la posición de portero. Una lesión en 1983, lo obligó a retirarse del fútbol profesional. Destacó en el SC Internacional de Brasil, donde conquistó el Brasileirão 1979 de manera invicta, –recibiendo la Bola de Prata como mejor portero del fútbol brasileño–, y el de 1982, además de cuatro títulos del Campeonato Gaúcho entre los años 1978, 1981, 1982 y 1983.
Es hijo de Manuel Benítez, exarquero del Olimpia de Paraguay e integrante de la selección paraguaya en la década de 1950.

## Trayectoria

### Club Olimpia
Benítez inició su formación futbolística en las categorías juveniles de Olimpia en 1966. En 1971, debutó en la Primera División de Paraguay con Olimpia, enfrentándose al Club Libertad, y obtuvo su primer título nacional.
En 1974, Benítez sufrió una bursitis en el codo derecho que lo dejó fuera de las canchas durante un tiempo. Al año siguiente, en 1975, se vio obligado a alejarse nuevamente del fútbol debido a una ruptura de los meniscos de la rodilla derecha, y en 1976, sufrió una lesión similar en la rodilla izquierda.
Con el Club Olimpia conquistó dos títulos nacionales, y se consolidó como uno de los porteros paraguayos más destacados de su generación.

### SC Internacional y cesión a Palmeiras
En 1977, Benítez se trasladó al SC Internacional de Porto Alegre en Brasil, tras una destacada actuación con la selección paraguaya en un partido de Eliminatorias Sudamericanas para la Copa Mundial de Fútbol 1978 contra Brasil. Aunque en sus primeros momentos en el SC Internacional no logró consolidarse como titular, en 1978 fue cedido a préstamo al Palmeiras, donde jugó 24 partidos, obteniendo 13 victorias, 8 empates y 3 derrotas, y permitiendo solo 13 goles. Al regresar al SC Internacional, Benítez asumió la titularidad y se convirtió en un pilar fundamental para el equipo. En  el SC Internacional, Benítez ganó el Campeonato Brasileño de Fútbol 1979 de manera invicta y el de 1982,. así como cuatro títulos del Campeonato Gaúcho (1978, 1981, 1982 y 1983). Además, conquistó el Trofeo Joan Gamper en 1982, realizado en España, cuando el SC Internacional derrotó al Fútbol Club Barcelona en el debut de Diego Armando Maradona.
De todas sus conquistas, hay una hazaña especial: el Campeonato Brasileño invicto en 1979, un logro nunca alcanzado por otro club de Brasil.
En principio, Benítez fue tratado por la prensa brasileña y la afición como el «heredero de Manga» al llegar a Porto Alegre; tras su salida del club, su fama cambió por completo.
En 1981, recibió la Bola de Prata como mejor portero de la temporada del fútbol brasileño.
En total, Benítez registró 94 apariciones en el Campeonato Brasileño de Serie A, sumando sus etapas en SC Internacional y Palmeiras.

### Lesión y retiro
El 4 de diciembre de 1983, Benítez sufrió una grave lesión durante un amistoso contra un adversario, lo que le causó una contusión severa en la médula espinal. Después de varios meses de tratamiento intensivo, Benítez dejó el fútbol profesional, luego de ser dado de alta en una silla de ruedas.

### Después de su retiro
Tras un período de recuperación, Benítez decidió mantenerse ligado al fútbol, desempeñándose como entrenador de arqueros. En esta etapa trabajó con arqueros como Cláudio Taffarel y Gilmar. En un momento dado, abandonó el rol de entrenador de arqueros para dedicarse como entrenador de equipos, dirigiendo varios clubes del interior de Brasil, como São José, Glória y Brasil de Farroupilha. En 1987, comenzó su etapa como agente deportivo, dedicándose a la representación de futbolistas y a la gestión de sus carreras deportivas.

### Reconocimiento
En octubre de 2022, Benítez fue distinguido con el título de «Cidadão de Porto Alegre» en reconocimiento a su contribución al fútbol brasileño.

## Selección nacional
Ha sido internacional con la selección de fútbol de Paraguay. En 1971, fue convocado a la selección de fútbol sub-20 de Paraguay que participó en el Campeonato Sudamericano, torneo que Paraguay ganó de forma invicta.
En 1975, Benítez participó en la Copa América. Durante las Eliminatorias Sudamericanas para la Copa Mundial de la FIFA 1978, tuvo una actuación destacada representando a Paraguay.
Acumuló un total de 8 partidos disputados, incluyendo amistosos.

## Clubes
| Club                 | País     | Año       |
| -------------------- | -------- | --------- |
| Olimpia              | Paraguay | 1971-1977 |
| SC Internacional     | Brasil   | 1977-1984 |
| Palmeiras (préstamo) | Brasil   | 1978      |

## Palmarés

### Títulos regionales
| Título            | Club             | Estado             | Año  |
| ----------------- | ---------------- | ------------------ | ---- |
| Campeonato Gaúcho | SC Internacional | Río Grande del Sur | 1978 |
| Campeonato Gaúcho | SC Internacional | Río Grande del Sur | 1981 |
| Campeonato Gaúcho | SC Internacional | Río Grande del Sur | 1982 |
| Campeonato Gaúcho | SC Internacional | Río Grande del Sur | 1983 |

### Títulos nacionales
| Título               | Club             | País     | Año  |
| -------------------- | ---------------- | -------- | ---- |
| Campeonato Paraguayo | Olimpia          | Paraguay | 1971 |
| Campeonato Paraguayo | Olimpia          | Paraguay | 1975 |
| Campeonato Brasileño | SC Internacional | Brasil   | 1979 |
| Campeonato Brasileño | SC Internacional | Brasil   | 1982 |

### Títulos internacionales
| Título                  | Equipo          | Sede     | Año  |
| ----------------------- | --------------- | -------- | ---- |
| Campeonato Sudamericano | Paraguay Sub-20 | Paraguay | 1971 |

## Distinciones individuales
| Distinción    | Año  |
| ------------- | ---- |
| Bola de Prata | 1981 |

## Vida privada
Contrajo matrimonio con Ivana Bonato, de nacionalidad brasileña. Su padre, Manuel Benítez, también exarquero del Club Olimpia, falleció el 20 de abril de 2011. Su madre, Aurora Gamarra, junto con sus hermanos Lorenzo Benítez, Nancy Benítez, Félix Benítez, Celestino Benítez y Rosa Benítez, residen en la ciudad de Itauguá, Paraguay.